# Mantenimiento centrado en la confiabilidad
El mantenimiento centrado en la confiabilidad o RCM (en inglés, reliability-centered maintenance) es un concepto de planificación de mantenimiento basado en la confiabilidad de sistemas que pretende garantizar que los sistemas continúen haciendo lo que el usuario requiere en su contexto operativo actual. La implementación exitosa de RCM conducirá a un aumento en la rentabilidad, la confiabilidad, el tiempo de actividad de la máquina y una mayor comprensión del nivel de riesgo en que la organización está incurriendo. 

## Contexto
Generalmente se utiliza para lograr mejoras en campos como el establecimiento de niveles mínimos de mantenimiento seguros, cambios en los procedimientos y estrategias operativos y el establecimiento de planes y regímenes de mantenimiento de capital. 
John Moubray caracterizó RCM como un proceso para establecer los niveles mínimos seguros de mantenimiento. Esta descripción se hizo eco de las declaraciones del informe Nowlan y Heap de United Airlines. 
Está definido por la norma técnica SAE JA1011, "Criterios de evaluación para procesos RCM" que establece los criterios mínimos que debe cumplir cualquier proceso antes de que pueda llamarse RCM. Esto comienza con las siete preguntas siguientes, resueltas en el orden en que se enumeran: 
1. ¿Qué se supone que debe hacer el artículo y cuáles son sus estándares de desempeño asociados?
2. ¿De qué manera puede fallar en proporcionar las funciones requeridas?
3) ¿Cuáles son los eventos que causan cada falla?
4. ¿Qué sucede cuando ocurre cada falla?
5. ¿De qué manera importa cada falla?
6. ¿Qué tarea sistemática se puede realizar de forma proactiva para prevenir o disminuir de manera satisfactoria las consecuencias del fallo?
7. ¿Qué se debe hacer si no se puede encontrar una tarea preventiva adecuada?
El mantenimiento centrado en la confiabilidad es un marco de ingeniería que permite la definición de un régimen de mantenimiento completo. Considera el mantenimiento como el medio para mantener las funciones que un usuario puede requerir de la maquinaria en un contexto operativo definido. Como disciplina, permite a los interesados en la maquinaria monitorizar, evaluar, predecir y comprender en general el funcionamiento de sus activos físicos. Esto se materializa en la parte inicial del proceso RCM que es identificar el contexto operativo de la maquinaria y escribir un Análisis de Criticidad y Efectos de Modo de Falla (Failure Mode Effects and Criticality Analysis, FMECA). La segunda parte del análisis consiste en aplicar la "lógica RCM", que ayuda a determinar las tareas de mantenimiento adecuadas para los modos de falla identificados en el FMECA. Una vez completada la lógica para todos los elementos del FMECA, se "empaqueta" la lista de mantenimiento resultante, de manera que se racionalizan las periodicidades de las tareas para ser convocadas en paquetes de trabajo; es importante no destruir la aplicabilidad del mantenimiento en esta fase. Por último, RCM se mantiene activo durante toda la vida "en servicio" de la maquinaria, donde la efectividad del mantenimiento se revisa constantemente y se ajusta a la luz de la experiencia adquirida. 
RCM se puede utilizar para crear una estrategia de mantenimiento rentable para abordar las causas dominantes de las fallas de la maquinaria. Es un enfoque sistemático para definir un programa de mantenimiento de rutina compuesto por tareas rentables que preservan funciones importantes. 
Se identifican las funciones importantes (de una pieza de equipo) a preservar con el mantenimiento de rutina, se determinan sus modos y causas de falla dominantes y se determinan las consecuencias de la falla. Se asignan niveles de criticidad a las consecuencias del fracaso. Algunas funciones no son críticas y se dejan "ejecutar hasta fallar", mientras que otras funciones deben conservarse a toda costa. Se seleccionan las tareas de mantenimiento que abordan las causas de falla dominantes. Este proceso aborda directamente las fallas evitables de mantenimiento. Las fallas causadas por eventos poco probables, actos de la naturaleza no predecibles, etc. generalmente no recibirán ninguna acción siempre que su riesgo (combinación de gravedad y frecuencia) sea trivial (o al menos tolerable). Cuando el riesgo de tales fallas es muy alto, RCM alienta (y a veces obliga) al usuario a considerar cambiar algo que reducirá el riesgo a un nivel tolerable. 
El resultado es un programa de mantenimiento que concentra los escasos recursos económicos en aquellos elementos que causarían la mayor interrupción si fallaran. 
RCM enfatiza el uso de técnicas de mantenimiento predictivo (PdM) además de las medidas preventivas tradicionales. 

## Antecedentes
El término "mantenimiento centrado en la confiabilidad" se usó por primera vez en documentos públicos[cita requerida] escritos por Tom Matteson, Stanley Nowlan, Howard Heap y otros ejecutivos e ingenieros sénior de United Airlines (UAL) para describir un proceso utilizado para determinar el mantenimiento óptimo requerido para aeronaves. Tras dejar United Airlines para seguir una carrera de consultoría unos meses antes de la publicación del informe final de Nowlan-Heap, Matteson no recibió crédito de autor por el trabajo. Sin embargo, sus contribuciones fueron sustanciales y quizás indispensables para el documento en su conjunto. El Departamento de Defensa de EE. UU. (DOD) patrocinó la creación de un libro de texto (de UAL) y de un informe de evaluación (de Rand Corporation) sobre el mantenimiento centrado en la confiabilidad, ambos publicados en 1978. Trajeron los conceptos de RCM a la atención de una audiencia más amplia. 
La primera generación de aviones a reacción tuvo una tasa de accidentes que hoy se consideraría muy alarmante, y tanto la Administración Federal de Aviación (FAA) como la alta dirección de las aerolíneas sintieron una fuerte presión para mejorar las cosas. A principios de la década de 1960, con la aprobación de la FAA, las aerolíneas comenzaron a realizar una serie de estudios intensivos de ingeniería en aviones en servicio. Los estudios demostraron que el supuesto fundamental de los ingenieros de diseño y los planificadores de mantenimiento: que cada avión y cada componente principal del avión (como sus motores) tenían una "vida útil" específica de servicio confiable, después de lo cual tenía que ser reemplazado (o reacondicionado ) para evitar fallas, estaba equivocado en casi todos los ejemplos específicos en un avión de pasajeros moderno y complejo.

## Beneficios
- Mejor conocimiento de los activos por parte de la plantilla.
- Mayor responsabilidad y compromiso del personal.
- Mayor cohesión entre los diferentes departamentos de la empresa.
- Puesta en marcha de iniciativas por la seguridad de los equipos y las personas.
- Validación de las modificaciones realizadas gracias a los históricos generados con la metodología.